# Stamford (Connecticut)
Stamford é uma cidade localizada no estado americano de Connecticut, no Condado de Fairfield. Foi fundada em 1641 e incorporada em 1893.
Com mais de 135 mil habitantes, de acordo com o censo nacional de 2020, é a segunda cidade mais populosa do estado, depois de Bridgeport, e a 207ª mais populosa do país.

## Geografia
De acordo com o Departamento do Censo dos Estados Unidos, a cidade tem uma área de 134,7 km², dos quais 97,4 km² estão cobertos por terra e 37,3 km² (27,7%) por água.

## Demografia
Desde 1900, o crescimento populacional médio, a cada dez anos, é de 21,0%.

### Censo 2020
De acordo com o censo nacional de 2020, a sua população é de 135 470 habitantes e sua densidade populacional é de 1 390,5 hab/km². Seu crescimento populacional na última década foi de 10,5%, bem acima do crescimento estadual de 0,9%. É a segunda cidade mais populosa de Connecticut, subindo duas posições em relação ao censo anterior, ultrapassando New Haven e a capital estadual Hartford. É a 207ª cidade mais populosa dos Estados Unidos.
Possui 56 953 residências que resulta em uma densidade de 584,6 residências/km² e um aumento de 12,6% em relação ao censo anterior. Deste total, 6,5% das unidades habitacionais estão desocupadas. A média de ocupação é de 2,5 pessoas por residência.

### Censo 2010
Segundo o censo nacional de 2010, a sua população era de 122 643 habitantes e sua densidade populacional de 1 258 hab/km². Era a quarta cidade mais populosa de Connecticut e a segunda mais populosa do Condado de Fairfield, após Bridgeport. Possuía 50 573 residências que resultava em uma densidade de 518,8 residências/km².